# Lista avioanelor militare din cel de-al Doilea Război Mondial
Sunt prezentate avioanele de luptă (vânătoare, bombardiere, transport) dezvoltate sau utilizate în perioada celui de-al Doilea Război Mondial după țară și fabricant. În listă sub numele fabricanților se găsesc tipurile avioanelor proiectate și construit.

#### România
România
- IAR
  - 80 - Avion de vânătoare
  - 37 - Avion de recunoaștere observație și bombardament ușor

#### Statele Unite ale Americii
SUA
- Bell
  - P–39 Airacobra - Avion de vânătoare
  - P–63 Kingcobra - Avion de vânătoare

- Boeing
  - B-17 Flying Fortress - Bombardier
  - Boeing B-29 Superfortress - Bombardier

- Consolidated
  - B-24 Liberator - Bombardier
  - Consolidated XB-24 - Bombardier

- Courtiss
  - P–36 Hawk - Avion de vânătoare
  - P–40 Warhawk - Avion de vânătoare

- Douglas
  - A–20 Havoc - Avion de vânătoare

- Grumman
  - F4F Wildcat - Avion de vânătoare

- - F6F Hellcat - Avion de vânătoare

- Lockheed
  - P–38 Lightning - Avion de vânătoare

- North American
  - P-51 Mustang - Avion de vânătoare
  - B-25 Mitchell - Bombardier

- Northrop
  - P–61 Black Widow - Avion de vânătoare

- Republic
  - P–43 Lancer - Avion de vânătoare
  - P–47 Thunderbolt - Avion de vânătoare

- Vought
  - F4U Corsair - Avion de vânătoare

#### Marea Britanie
Marea Britanie
- Armstrong Whitworth
  - 38 Whitley - Bombardier

- Avro
  - Avro Lancaster - Bombardier
  - Avro Manchaster - Bombardier

- Blackburn
  - Roc - Avion de vânătoare

- Bristol
  - Bristol Beaufort - Bombardier
  - Beaufighter - Avion de vânătoare
  - Blenheim - Bombardier
  - Buckingham - Bombardier

- Boulton Paul
  - Defiant - Avion de vânătoare

- De Havilland
  - DH.98 Mosquito - Avion multirol

- Fairey
  - Albacore - Avion de vânătoare
  - Barracuda - Avion de bombardament
  - Swordfish - Avion de bombardament
  - Firefly - Avion de vânătoare

- Gloster
  - Gladiator - Avion de vânătoare
- Handley Page
  - Halifax - Avion de vânătoare

- Hawker

- Handley Page
  - Halifax - Bombardier

- Short
  - Stirling - Bombardier

- Supermarine
  - Spitfire - Avion de vânătoare

- Taylorcraft
  - Auster - Avion de vânătoare

- Vickers
  - Warwick - Avion de vânătoare

- Westland
  - Whirlwind - Avion de vânătoare

## Franța
Franța
- Bloch
  - MB-150, 151,152,153 -  Avion de vânătoare

- Dewoitine
  - D.520 - Avion de vânătoare

- Morane-Saulnier
  - M.S.406 - Avion de vânătoare

### Finlanda
Finlanda
- VL
  - Myrsky - Avion de vânătoare

#### Japonia
Japonia
- Aichi
  - D3A Val - Bombardier în picaj
  - B7A Grace - Bombardier

- Kawanishi
  - N1K-J - Avion de vânătoare

- Kawasaki
  - Ki-32 Mary - Bombardier în picaj
  - Ki-60 - Avion de vânătoare
  - Ki-61 - Avion de vânătoare
  - Ki-96 - Avion de vânătoare
  - Ki-100 - Avion de vânătoare
  - Ki-102 - Avion de vânătoare

- Kyūshū
  - J7W - Avion de vânătoare

- Mitsubishi
  - A5M - Avion de vânătoare
  - Mitsubishi A6M Zero - Avion de vânătoare
  - A7M - Avion de vânătoare
  - J2M - Avion de vânătoare
  - J8M - Avion de vânătoare
  - Ki-202 - Avion de vânătoare
  - Ki-51 Sonia - Bombardier în picaj
  - G3M Nell - Bombardier torpilor greu
  - G4M Betty - Bombardier torpilor mediu
  - Ki-20 - Bombardier greu
  - Ki-21 Sally/Gwen - Bombardier mediu
  - B5M Mabel - Bombardier torpilor
  - Ki-30 Ann - Bombardier

- Nakajima'
  - Ki-27 - Avion de vânătoare
  - Ki-43 - Avion de vânătoare
  - Ki-44 - Avion de vânătoare
  - Ki-84 - Avion de vânătoare
  - Ki-201 - Avion de vânătoare
  - J1N - Avion de vânătoare
  - G10N - Bombardier greu
  - G8N Rita - Bombardier greu
  - B5N Kate - Bombardier torpilor
  - B6N Jill - Bombardier torpilor

- Yokosuka
  - E14Y - Avion de vânătoare
  - D4Y Judy - Bombardier în picaj
  - P1Y Frances - Bombardardier mediu

#### Polonia
Polonia
- PZL (Państwowe Zakłady Lotnicze)
  - P.7  - Avion de vânătoare
  - P.11 - Avion de vânătoare
  - P.24 - Avion de vânătoare
  - 50 Jastrząb - Avion de vânătoare
  - 54 Ryś - Avion de vânătoare

#### Ungaria
Ungaria
- Weiss Manfréd
  - WM–23 Ezüstnyíl - Avion de vânătoare

#### Germania
- Dornier
  - Do 335 - Avion de vânătoare

- Focke-Wulf
  - Ta 152-  Avion de vânătoare
  - Ta 154 - Avion de vânătoare
  - Fw 187 - Avion de vânătoare
  - Fw 190 - Avion de vânătoare

- Heinkel
  - He 100 - Avion de vânătoare
  - He 111 - Avion de vânătoare
  - He 112 - Avion de vânătoare
  - He 162 - Avion de vânătoare
  - He 219 - Avion de vânătoare
  - Heinkel He 162 - Bombardier cu reactie

- Junkers
  - Ju 52 - Avion de vânătoare
  - Ju 88
  - Ju 87 "Stuka" - Bombardier în picaj

- Messerschmitt
  - Bf 109 - Avion de vânătoare
  - Bf 110 - Avion de vânătoare
  - Me 163 - Avion de vânătoare
  - Me 210 - Avion de vânătoare
  - Me 262 - Bombardier cu reactie
  - Me 163 Komet - Bombardier cu reactie
  - Me 309 - Avion de vânătoare
  - Me 410 - Avion de vânătoare

#### Italia
Italia
- Breda
  - Ba.641 - Bombardier
  - Ba.65 - Bombardier
  - Ba.201 - Bombardier

- Caproni
  - Ca.133 - Bombardier
  - Ca.135 - Bombardier

- Fiat
  - CR.32 - Avion de vânătoare
  - CR.42 - Avion de vânătoare
  - G.55 - Avion de vânătoare
  - G.50 - Avion de vânătoare
  - BR.20 - Bombardier

- Macchi
  - C.200 - Avion de vânătoare
  - C.202 - Avion de vânătoare
  - C.205 - Avion de vânătoare

- Piaggio
  - P.32 - Bombardier
  - P.108 - Bombardier

- Reggiane
  - Re.2000 - Avion de vânătoare
  - Re.2001 - Avion de vânătoare
  - Re.2002 - Avion de vânătoare
  - Re.2005 - Avion de vânătoare

- Savoia-Marchetti
  - SM.79 - Bombardier
  - SM.81 - Bombardier
  - SM.82 - Bombardier
  - SM.89 - Bombardier

### Uniunea Sovietică
URSS
- Iliușin
  - Il-2 „Șturmovik” - Bombardier
  - Il-4 - Bombardier
  - Il-6 - Bombardier

- Iakovlev
  - Iak–1 - Avion de vânătoare
  - Iak–2 - Bombardier
  - Iak–3 - Avion de vânătoare
  - Iak–4 - Bombardier
  - Iak-7 - Avion de antrenament
  - Iak–9 - Avion de vânătoare

- Lavocikin
  - LaGG–1 - Avion de vânătoare
  - LaGG–3 - Avion de vânătoare
  - La–5 - Avion de vânătoare
  - La–7 - Avion de vânătoare

- Mikoian–Gurevici
  - MiG–1 - Avion de vânătoare
  - MiG–3 - Avion de vânătoare

- Petliakov
  - Pe–3 - Avion de vânătoare
  - Pe–8 - Bombardier

- Polikarpov
  - I–15 - Avion de vânătoare
  - I–16 - Avion de vânătoare
  - I–185 - Avion de vânătoare
  - NB - Bombardier

- Tupolev
  - TB-3 - Bombardier
  - SB/ANT-40 - Bombardier
  - Tu-2 - Bombardier

### Australia
Australia
- CAC (Commonwealth Aircraft Corporation) Avion de vânătoare
  - Boomerang - Avion de vânătoare

## Lista după numărul avioanelor construite după țară
Marea Britanie
| Tip avion            | Perioada  | Construite | Imagine |
| -------------------- | --------- | ---------- | ------- |
| Avioane de vânătoare |           |            |         |
| Supermarine Spitfire | 1938-1961 | 20.351     |         |
| Hawker Hurricane     | 1937-1945 | 14.533     |         |
| Hawker Typhoon       | 1941-1945 | 3.330      |         |
| Hawker Tempest       | 1944-1953 | 1.702      |         |
| Bombardiere          |           |            |         |
| Vickers Wellington   | 1938-1953 | 11.461     |         |
| Handley Page Halifax | 1940-1946 | 6.178      |         |
| Avro Lancaster       | 1942-1963 | 7.377      |         |
| Short Stirling       | 1941-1946 | 2.383      |         |
| Mosquito             | 1941-1956 | 7.781      |         |

 Germania nazistă
| Tip avion                  | Perioada  | Construite | Imagine |
| -------------------------- | --------- | ---------- | ------- |
| Avioane de vânătoare       |           |            |         |
| Me Bf 109                  | 1937-1945 | 33.984     |         |
| Focke-Wulf Fw 190          | 1941-1945 | 20.051     |         |
| Me Bf 110                  | 1937-1945 | 6.170      |         |
| Me Me 262                  | 1944-1945 | 1.433      |         |
| Heinkel He 162             | 1945      | 320        |         |
| Messerschmitt Me 163 Komet | 1944-1945 | 370        |         |
| Bombardiere                |           |            |         |
| Ju 87 Stuka                | 1936-1945 | 6.500      |         |
| Heinkel He 111             | 1935-1945 | 6.508      |         |
| Junkers Ju 88              | 1939-1943 | 15.000     |         |

 SUA
| Tip avion            | Perioada  | Construite | Imagine |
| -------------------- | --------- | ---------- | ------- |
| Avioane de vânătoare |           |            |         |
| F4F Wildcat          | 1942-1945 | 7.722      |         |
| F6F Hellcat          | 1943-1945 | 12.275     |         |
| P-51 Mustang         | 1942-1984 | 15.875     |         |
| P-38 Lightning       | 1941-1965 | 10.037     |         |
| F4U Corsair          | 1942-1954 | 12.571     |         |
| P-39 Airacobra       | 1941-1945 | 9.584      |         |
| P-63 Kingcobra       | 1943-1945 | 3.303      |         |
| Bombardiere          |           |            |         |
| SB2C Helldiver       | 1943-1959 | 7.140      |         |
| SBD Dauntless        | 1940-1959 | 5.936      |         |
| B-17 Flying Fortress | 1938-1969 | 12.731     |         |
| B-24 Liberator       | 1941-1968 | 18.482     |         |
| B-29 Superfortress   | 1944-1960 | 3.970      |         |

 URSS
| Tip avion              | Perioada  | Construite | Imagine |
| ---------------------- | --------- | ---------- | ------- |
| Avioane de vânătoare   |           |            |         |
| Yakovlev Yak-9         | 1942-1950 | 16.769     |         |
| Mikoian-Gurevici MiG-3 | 1941-1945 | 3.322      |         |
| Lavocikin La-5         | 1942-1945 | 9.920      |         |
| Lavocikin La-7         | 1944-1950 | 5.753      |         |
| Avion de atac la sol   |           |            |         |
| Iliușin Il-2 Șturmovik | 1941-1954 | 36.163     |         |
| Bombardiere            |           |            |         |
| Iliușin Il-4           | 1936-1945 | 5.256      |         |
| Petliakov Pe-2         | 1941-1954 | 11.400     |         |

 Japonia
| Tip avion                        | Perioada  | Construite | Imagine |
| -------------------------------- | --------- | ---------- | ------- |
| Avioane de vânătoare             |           |            |         |
| Zero                             | 1940-1945 | 11.000     |         |
| Nakajima Ki-43 (Hayabusa, Oskar) | 1942-1945 | 5.919      |         |
| Nakajima Ki-27 (Nate)            | 1937-1945 | 3.399      |         |
| Kawasaki Ki-61 (Hien, Tony)      | 1943-1945 | 3.159      |         |
| Bombardiere                      |           |            |         |
| Mitsubishi G4M (Hamaki, Betty)   | 1941-1945 | 2.435      |         |
| Mitsubishi Ki-21 (Sally/Gwen)    | 1938-1945 | 2.064      |         |
| Avioane torpiloare               |           |            |         |
| Nakajima B5N (Kate)              | 1938-1945 | 1.149      |         |
| Nakajima B6N (Jill)              | 1941-1945 | 1.268      |         |
| Bombardiere în picaj             |           |            |         |
| Yokosuka D4Y (Judy)              | 1942-1945 | 2.038      |         |
| Mitsubishi Ki-51 (Sonia)         | 1940-1945 | 2.385      |         |

 România
| Tip avion            | Perioada  | Construite | Imagine |
| -------------------- | --------- | ---------- | ------- |
| Avioane de vânătoare |           |            |         |
| IAR 80               | 1941-1949 | 346        |         |

 Franța
| Tip avion               | Perioada  | Construite | Imagine |
| ----------------------- | --------- | ---------- | ------- |
| Avioane de vânătoare    |           |            |         |
| Bloch MB.150            | 1937-1945 | c. 663     |         |
| Dewoitine D.520         | 1940-1953 | c. 900     |         |
| Morane-Saulnier M.S.406 | 1938-1950 | 1.176      |         |

 Italia